# 山論
山論（さんろん、やまろん）は、山林・原野など山に関する争論。日本の江戸時代において盛んに発生した。
山は材木などの林産物を算出し、狩猟や交易を含めた山稼ぎは可耕地の乏しい山村においては重要な場となっていた。日本の近世社会の成立過程では検地が実施され、米の生産高に基づく石高制が成立するが、山村の山稼ぎについても山改を行い石高に換算されて年貢が負荷された。
山林の利用については村落同士で共同利用を行う入会慣行が存在したことから用益権をめぐる争論が発生しやすく、境界などを巡る山論が発生した。
山論については幕府や領主による裁定を受けることが多く、境界論争の証拠として裁許証文や裁許絵図が作成される。領主権露力は山論の介入により在地社会への支配を強化していたことも指摘されている。

## 主な山論
- 万役山事件：長門国萩藩と周防国徳山藩による山論。
- 檜山騒動：陸奥国弘前藩と盛岡藩による山論。